# Schweizer SGS 2-33
Pour les articles homonymes, voir Schweizer.
Dimensions

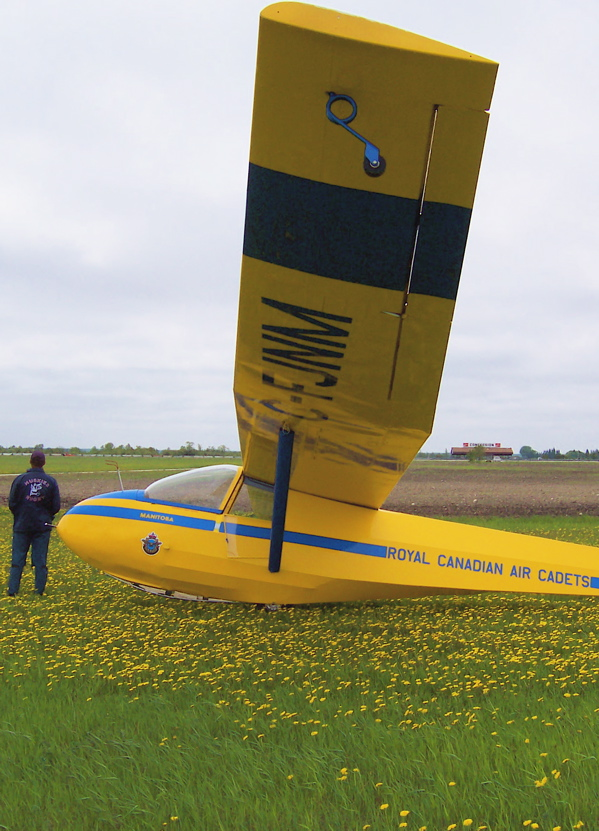
Le Schweizer SGS 2-33 utilisé pour l'entraînement dans le programme de vol à voile des cadets de l'Air.

Le Schweizer SGS 2-33 (2-33A) est un planeur biplace d'entraînement à ailes hautes. Ce planeur populaire, tant auprès des clubs de vol à voile civil qu'auprès des programmes de vol militaire a été conçu par la compagnie Schweizer Aircraft. Actuellement, une bonne partie des Schweizer SGS 2-33 sont utilisés par le mouvement des cadets de l'Aviation royale du Canada. Des Schweizer 2-33 ont aussi été utilisés par l'United States Air Force Academy (USAFA) (qui lui donnait l'appellation TG-4) avant d'être remplacé par le TG-10 en 2002.

## Caractéristiques
Le planeur possède deux dispositifs de contrôle, comprenant, en plus du manche et des palonniers, une poignée contrôlant l'ouverture des aérofreins, des déporteurs et le système de freinage du planeur. En revanche, les instruments sont installés sur la place avant. Le pilote assis à l'arrière a ainsi plus de difficultés à les voir.
Un dispositif de compensation pour le gouvernail de profondeur est situé sur le manche ou à la gauche du pilote installé à l'avant.
Le Schweizer SGS 2-33 possède une structure en tubes d'acier, recouvert de toile au fuselage tandis que les ailes sont composées d'aluminium et le nez est en fibre de verre.

## Spécifications
Source: Manuel de vol à voile Schweizer (en)
Vitesses
Finesse maximale (23:1) - 80 km/h (double commande), 72 km/h (solo)
Taux de chute minimum - 68 km/h (19 m/s) (double commande), 61 km/h (17 m/s) (solo)
Vitesse maximale (Vne) - 158 km/h
Vitesse maximale avec aérofreins et déporteurs ouverts - 158 km/h
Vitesse de manœuvre (Va) - 105 km/h
Vitesse de décrochage (aérofreins et déporteurs fermés) - 61 km/h (double commande), 55 km/h (solo)
Vitesse de décrochage (aérofreins et déporteurs ouverts) - 64 km/h (double commande), 58 km/h (solo)
Vitesse de décrochage (30° d'inclinaison) - 66 km/h (double commande), 59 km/h (solo)
Vitesse de remorquage par avion - 105-113 km/h
Vitesse maximale de remorquage par avion - 158 km/h
Vitesse maximale pour un lancement au treuil - 111 km/h 